# Konderite
La konderite è un minerale.